# Kepler-106b
Kepler-106b es uno de los cuatro planetas extrasolares que orbitan la estrella Kepler-106. Fue descubierta por el método de tránsito astronómico en el año 2014. Kepler-106b ha sido descubierto por el telescopio espacial Kepler. Aunque muchos parámetros de Kepler-106b son aún desconocidas, el objeto es muy poco probable que sea un falso positivo.